# 张锐 (1972年)
张锐（1972年11月—），中华人民共和国政治人物，满族，内蒙古巴林左旗人。曾任包头市市长。

## 生平
1990年9月，在内蒙古师范大学历史专业学习，期间于1993年4月加入中国共产党，1994年7月毕业并留校参加工作，任内蒙古师范大学学生处科员、大学党委组织部科员、党委组织部干部科副科长。1997年12月至2011年2月，在内蒙古自治区党委组织部，由组织处科员至机关党委专职副书记兼办公室副主任。
2011年2月， 任呼和浩特市回民区委副书记（正处级）。2011年12月， 任呼和浩特市新城区委副书记。2013年1月，任呼和浩特市新城区委副书记、代区长。2014年1月，任呼和浩特市新城区委书记。2016年7月，任内蒙古自治区教育厅党组成员，教育系统党工委专职副书记。2017年9月，任通辽市委常委、副市长。2020年5月，任包头市委副书记、政法委书记。
2021年2月，任包头市委副书记、市长，市政府党组书记，直到2024年9月离职。